# Кареда (волость)
Ка́реда (ест. Kareda vald) — волость в Естонії, одиниця самоврядування в повіті Ярвамаа з 10 жовтня 1991 до 21 жовтня 2017 року.

## Географічні дані
Площа волості — 91 км2, чисельність населення на 1 січня 2017 року становила 589 осіб.

## Населені пункти
Адміністративний центр — селище Пеетрі (Peetri alevik).
На території волості також розташовувалися 11 сіл (küla): Аммута (Ammuta), Атасте (Ataste), Водья (Vodja), Ембра (Ämbra), Есна (Esna), Єетла (Öötla), Иле (Õle), Кареда (Kareda), Кєйзі (Köisi), Кюті (Küti), Мюйслері (Müüsleri).

## Історія
10 жовтня 1991 року Каредаська сільська рада була перетворена у волость зі статусом самоврядування.
22 червня 2017 року Уряд Естонії постановою № 96 затвердив утворення нової адміністративної одиниці — волості Ярва — шляхом об'єднання територій семи волостей зі складу повіту Ярвамаа: Албу, Амбла, Імавере, Ярва-Яані, Кареда, Коеру та Койґі. Зміни в адміністративно-територіальному устрої, відповідно до постанови, мали набрати чинності з дня оголошення результатів виборів до волосної ради нового самоврядування.
15 жовтня 2017 року в Естонії відбулися вибори в органи місцевої влади. Утворення волості Ярва набуло чинності 21 жовтня 2017 року. Волость Кареда вилучена з «Переліку адміністративних одиниць на території Естонії».